# Caso Dudgeon contra el Reino Unido
El caso Dudgeon contra el Reino Unido fue un caso llevado ante el Tribunal Europeo de Derechos Humanos (TEDH), en que se estableció que la legislación aprobada en el siglo XIX que penalizaba las prácticas homosexuales masculinas en el Reino Unido, y que en 1980 seguía en vigor en Irlanda del Norte violaba la Convención Europea de Derechos Humanos. Este caso es de gran relevancia por varios motivos:
- fue el primer caso sobre penalización de la homosexualidad masculina que se presentó ante el TEDH;
- consiguió que en 1982 en Irlanda del Norte se derogara la ley;
- influyó para que se presentara el caso Norris contra Irlanda ante el TEDH para derogar una ley similar que continuaba vigente en la República de Irlanda;
- sirvió de precedente legal para que finalmente el Consejo de Europa exigiera como requisito para ingresar a sus miembros que no tuvieran legislación que penara la homosexualidad masculina o femenina.

## Contexto y proceso
En el Reino Unido se promulgó una ley en el código penal de 1861 que penalizaba las relaciones homosexuales masculinas aunque fueran consentidas y entre adultos. Esta prohibición total de las relaciones homosexuales se derogó en Inglaterra y Gales en 1967 y en Escocia en 1979. Pero seguía vigente en Irlanda del Norte.
Jeffrey Dudgeon era dependiente de envío de mercancías y activista gay en Belfast, Irlanda del Norte, cuando fue interrogado por la Policía Real del Ulster sobre sus prácticas sexuales. Interpuso una queja ante la Comisión Europea de los Derechos Humanos en 1975, que tras oírle en 1979 declaró la queja admisible ante la Tribunal Europeo de Derechos Humanos. La primera audiencia fue en abril de 1981 ante el tribunal completo, compuesto de 19 jueces. Dudgeon fue representado por los abogados Lord Gifford, Terry Munyard y el pasante Paul Crane.
El 22 de octubre de 1981 la Corte determinó que las leyes que penalizaban las prácticas homosexuales en Irlanda del Norte entre adultos consentidores eran una violación del artículo 8 de la Convención Europea de los Derechos Humanos, que dice: «Todo el mundo tiene el derecho a que se respete su vida privada y familiar, su hogar y su correspondencia. No habrá interferencias de la autoridad pública en el ejercicio de este derecho excepto en los casos que de acuerdo con la ley sea necesario en una sociedad democrática… para la protección de la salud o la ética…», por lo que se falló a favor de Dudgeon en una votación de 15 votes a 4. 
Se afirmó que: «la restricción impuesta al Sr. Dudgeon por la ley de Irlanda del Norte, por razones de su amplitud y carácter absoluto, es, aparte de la severidad de las posibles penas dispuesta para ello, desproporcionada para el objetivo que se pretende.» Aunque, continúa: «queda al arbitrio de los estados fijar… el establecimiento de una edad de consentimiento sexual apropiada en relación con tal conducta.»
La corte estableció en una votación 14 a 5 que no era necesario examinar el caso bajo el artículo 14, además de por el artículo 8, para determinar si se producía discriminación. Afirmando que: «una vez que se ha establecido que tiene que cejar la restricción sobre el derecho a la vida sexual del demandante sobre la base del artículo 8 por razón de su amplitud y carácter absoluto, no existe ya propósito legal para determinar si ha sufrido adicionalmente discriminación en comparación con otras personas.» Se registraron las opiniones de las minorías en ambos aspectos.

## Hito y consecuencias
Este fue el primer caso relativo a los derechos de los homosexuales que se ganó en el Tribunal Europeo de Derechos Humanos. Fue uno de los primeros casos del tribunal, el caso trigésimo quinto, y la quita violación por la que fue condenado el Reino Unido. 
A consecuencia de este sentencia la prohibición de las relaciones homosexuales masculinas la legislación de Irlanda del norte se abolió en 1982. Las prácticas homosexuales femeninas nunca estuvieron prohibidas en el Reino Unido. Aunque se mantuvo una discriminación en la edad de consentimiento sexual para los homosexuales en el Reino Unido que se mantuvo hasta 1999. La diferenciación entre relaciones sexuales homosexuales y heterosexuales no desaparecería de la legislación de Irlanda del norte hasta 2007. 
Las relaciones homosexuales siguieron prohibidas en la República de Irlanda hasta 1993, tras la decisión del en el caso Norris contra Irlanda (1988), que tuvo el caso Dudgeon como precedente. De igual forma sirvió como jurisprudencia para el caso Alexander Modinos cuando se determinó que también el código penal de Chipre violaba la convención.
Dudgeon contra el Reino Unido fue citado por el juez Anthony Kennedy en su opinión de 2003 en la decisión sobre el caso Lawrence contra Texas de la Corte Suprema de los Estados Unidos.